# Samuel De Vriendt
Samuel de Vriendt (Schaarbeek, 14 november 1884 – Sint-Antonius(Zoersel), 26 juli 1974) was een Vlaams kunstschilder.

## Familiale achtergrond
Samuel-Marie-Jean-Albert de Vriendt werd geboren als tweede zoon van politicus en kunstschilder Juliaan de Vriendt (1842-1935) en Clémentine Joséphine Delloye (1850-1929). Langs de kant van zijn vader stamde hij uit een oud adellijk geslacht dat echter vanaf de 17e eeuw in armoede en vergetelheid terechtkwam, tot zijn grootvader, Jan-Bernard (1809-1868), zich dankzij zijn schilderkunst terug wist op te werken. Via de familie van zijn moeder, Delloye-Tiberghien, die rijke industriëlen en bankiers waren uit Brussel en Hoei, was hij verwant aan de families Orban, de Terwangne, de Meeûs d’Argenteuil, de Léaucourt en van der Noot d’Assche.
Zijn zuster, Marie (1890-1994), trouwde met schrijver August van Cauwelaert (1885-1945), de broer van de Antwerpse burgemeester en voorzitter van de Kamer van Volksvertegenwoordigers Frans van Cauwelaert (1880-1961).

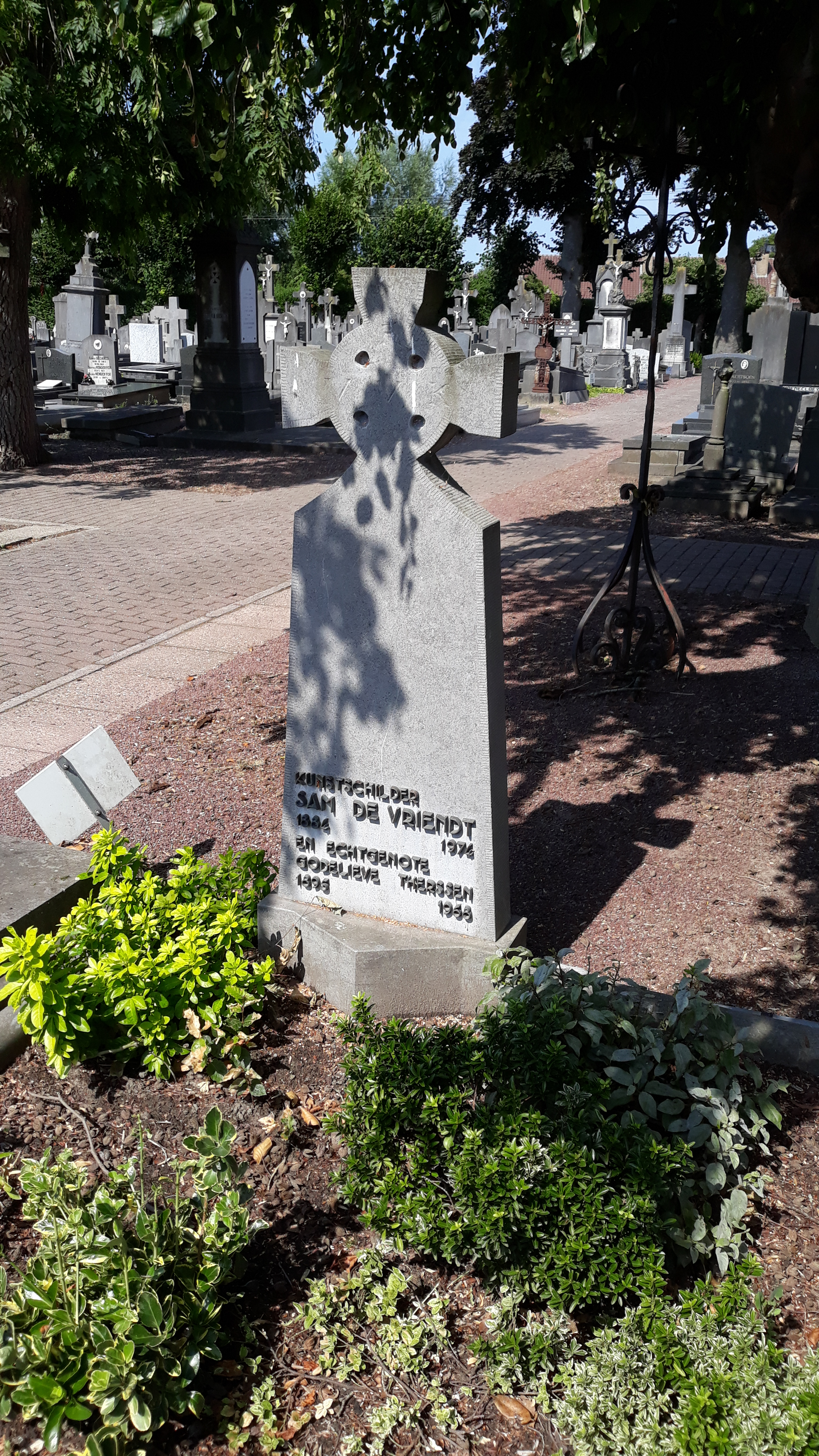
Het graf van Sam de Vriendt en echtgenote Godelieve Therssen op begraafplaats te Veurne.

## Kunst
Dankzij zijn vader groeide hij op in het intellectueel centrum van de Vlaamse beweging, wat hem diep zou beïnvloeden in zijn latere politieke en linguïstische overtuigingen. De schilderkunst was zijn eerste liefde. In dit bevoorrechte, kunstzinnige milieu werd hij sterk gestimuleerd in de historische, religieuze en Vlaamse schilderkunst. Zo leerde hij tekenen en schilderen op zijn vaders ateliers. Hij studeerde aan het college St.-Louis te Brussel en volgde daarna les aan de Koninklijke Academie voor Schone Kunsten van Antwerpen. Daar had hij contact met andere talentvolle schilders en leerlingen, zoals Isidoor Opsomer en Joe English. Met Joe English werd hij goed bevriend.
Op jonge leeftijd hielp hij zijn vader, Juliaan, bij de muurschilderingen in het Brugse stadhuis (1904-1905).
In 1913 schilderde hij voor het Duits zeemanshuis te Antwerpen een groot doek voorstellend "Kristus op de baren".
Tijdens de Eerste Wereldoorlog werd zijn kunst sterk geïnspireerd door het ellendige leven van de soldaten in de loopgraven, wier lot hij vrijwillig deelde. Hij maakte aan het IJzerfront vele tekeningen en schetsen. Het waren vooral portretten van kameraden-soldaten en landschappen met puin. De glasramen van de kapel in de latere IJzertoren zouden hun inspiratie vinden in zijn tekeningen en in die van Joe English.
Nadat hij in 1919 getrouwd was met Godelieve Therssen, dochter van Emile, schepen van Veurne, vestigde hij zich als kunstschilder te Antwerpen aan de Cogels-Osylei. Hij kreeg opdrachten voor de kerk van Sint-Dominicus te Antwerpen, muurschilderingen in de refter van de abdij van Grimbergen en in het Hasselt. In zekere mate zette hij de stijl voort die zijn grootvader, zijn vader en zijn oom, Albrecht De Vriendt hadden beoefend. Een tijdlang gaf hij tekenles aan de Sint-Lutgardisschool, het Anna Bijninstituut en het Sint-Henricusinstituut, en bereidde hij studenten voor op hun toegangsexamen voor de Academie voor Schone Kunsten van Antwerpen. Hij heeft ook kinderboeken geïllustreerd.
In Antwerpen stichtte hij, onder meer met Juliaan Plateau, de Antwerpse Kunstkring van en voor Oud-strijders (AKOS).
In 1927 verhuisde het gezin naar Brugge en werd hij lid van de beheerraad van de Academie voor Schone Kunsten van Brugge. Hij bleef schilderijen en schetsen maken, zoals "Kerstnacht aan de IJzer" (1930), "Dodenkerstnacht", "Wij bidden voor Vlaanderen", portret van "Joe English" en "Toewijding van het Heilig Paterke aan het Heilig Hart". Zijn schilderijen en muurschilderingen zijn op vele plaatsen terug te vinden, zoals bijvoorbeeld de volledige "Kruisweg" in de kerk van Spermalie in Sijsele bij Brugge.
Als kunstschilder was hij gespecialiseerd in religieuze en Bijbelse taferelen, veelal met een symbolische inslag. Maar het was voornamelijk als portretschilder dat hij succes oogstte, en dan vooral voor het maken van kinderportretten.
Hij was ook lid van de Stedelijke Commissie voor het Behoud van Stedenschoon van Brugge en werd in 1940 benoemd tot briefwisselend lid der Koninklijke Commissie voor Monumenten en Landschappen.

## De Vlaamse zaak
Bij het uitbreken van de Eerste Wereldoorlog in 1914, schortte zijn vader als voorzitter der Koninklijke Academie voor Schone Kunsten van België de activiteiten van de Academie op wegens de Duitse inval in België en werd zijn patriottisch discours met luid applaus door de aanwezigen onthaald. In diezelfde vaderlandslievende euforie nam Samuel samen met zijn broers als vrijwilliger dienst in het Belgisch leger; hij werd ingelijfd bij het 13e Linieregiment, waar hij artilleriewaarnemer werd.
Al snel maakte de euforie plaats voor afgrijzen. Samen met Joe English zou hij talloze tekeningen van zijn strijdmakkers maken. De loopgravenoorlog was een hel waar de angst en het leed nog eens werden versterkt door de toestanden binnen het leger. Hoewel hij zelf uit een tweetalig burgerlijk milieu afkomstig was, kwam hij in opstand tegen de onrechtvaardigheden die Franstalige officieren begingen tegenover de Vlaamse soldaten. Dit was voor hem een keerpunt.
Vanaf dit moment en na de Eerste Wereldoorlog zou hij zich als pacifist inzetten voor de Vlaamse zaak. Hij engageerde zich met Joe English in de Frontbeweging en maakt deel uit van de kring rond Marie-Elisabeth Belpaire(1853-1949).
In september 1920 organiseerde hij samen met Frans Daels de eerste IJzerbedevaart naar het graf van zijn vriend, Joe English te Steenkerke. Hij bleef voorzitter van het Comité voor de Bedevaarten naar de Graven van de IJzer tot Daels hem verving. Later zou De Vriendt voorzitter worden van de Vlaamse Oud-Strijders (VOS).
Tijdens de Tweede Wereldoorlog werd hij langs deze weg schepen voor Schone Kunsten (1941) en burgemeester ad interim worden van de stad Brugge. Het is grotendeels te danken aan de onderhandelingen die hij in september 1944 met de Duitse bevelvoerende officier gevoerd heeft dat Brugge door het Duitse leger ontruimd werd zonder verwoestende achterhoedegevechten en zo met haar kunstschatten ongehavend uit de oorlog kwam. Ondanks het feit dat hij mensen hielp onderduiken voor de bezetter moest hij na de bevrijding terechtstaan voor collaboratie. Hij werd veroordeeld tot 2 jaar cel.
Omstreeks 1950 vestigde De Vriendt zich terug te Schaarbeek in het ouderlijk huis. Hij legde er zich voornamelijk toe op gekleurde tekeningen van typische Brusselse hoekjes en kerkinterieurs. Verder schreef hij verscheidene artikels, meestal herinneringen aan de oorlog van '14-'18, voor het tijdschrift De Vlaamsche Oudstrijder